# Dacia Logan Steppe
Dacia Logan Steppe – samochód kombivan zaprezentowany podczas salonu samochodowego w Genewie w 2006 roku. Źródłem inspiracji były sporty zimowe dlatego auto posiada rekreacyjny wygląd i wyposażenie, np. bagażnik dachowy, wbudowany w tylnych drzwiach odtwarzacz DVD oraz zestaw medyczny. Auto oparto na platformie produkowanej od 2004 roku wersji sedan Logana.
Steppe wyróżnia się powiększonym prześwitem, 17-calowymi felgami oraz posiada poszerzone zderzaki i nadkola wykonane z plastiku. Koncept charakteryzuje także funkcjonalny bagażnik, w którym można pomieścić m.in. narty i inny sprzęt sportowy.

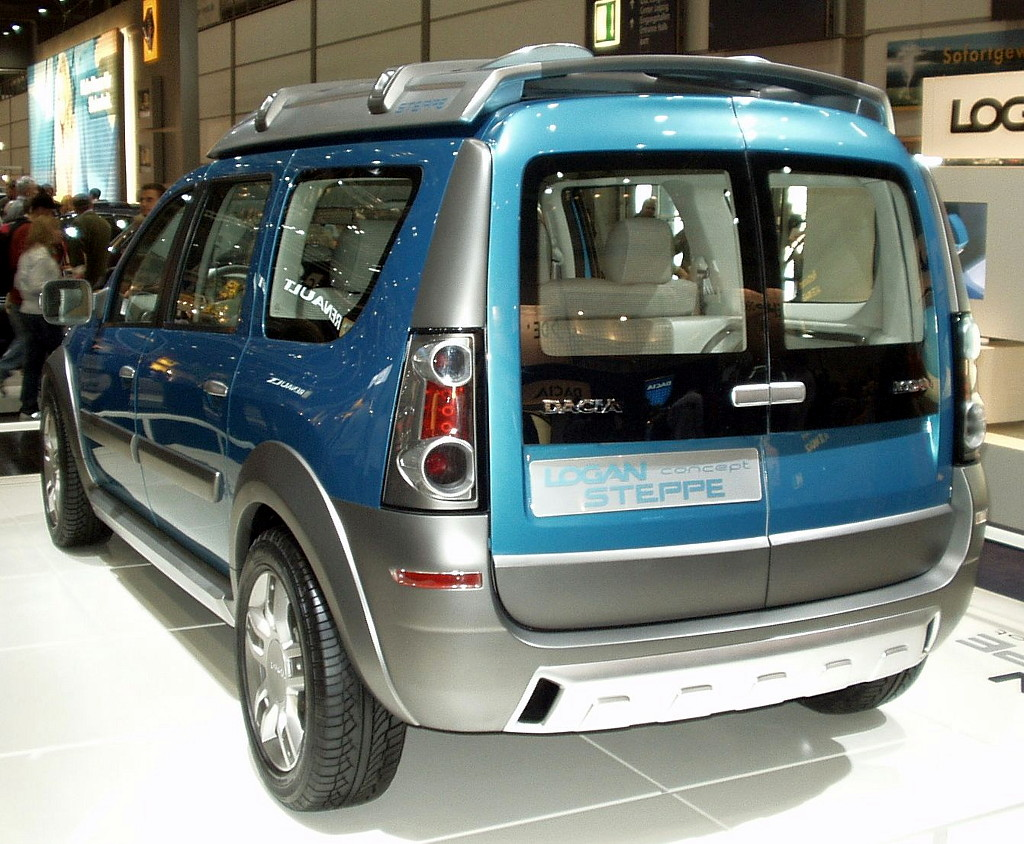
Dacia Logan Steppe – tył

Stylistyka i wyposażenie kabiny są typowe dla aut studyjnych. Nowoczesna technika miesza się z wysokiej jakości materiałami. Deska rozdzielcza o prostym stylu z okrągłymi tarczami zegarów i wlotów wentylacyjnych z chromowanymi dodatkami oraz sprzętem czytającymi pliki MP3 oraz odtwarzaczem CD. Pasażerowie tylnej kanapy podczas jazdy oglądać mogą filmy DVD na dwóch kolorowych ekranach zainstalowanych w zagłówkach przednich foteli oraz dodatkowo w drzwiach bagażnika. Natomiast w bagażniku zamontowano specjalne podgrzewane uchwyty, które umożliwią wysuszenie butów czy rękawic.